# Eyolf Soot

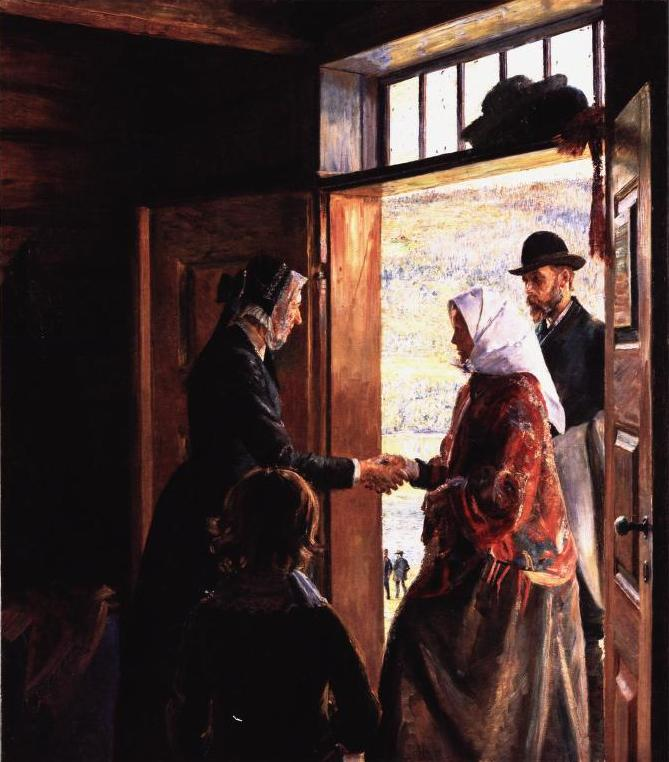
Velkommen (1890)

Eyolf Soot, född 24 april 1859 i Aremark, död 30 augusti 1928 i Oslo, var en norsk målare. Han var 1892–1900 gift med Inga Bjørnson och far till Botten Soot. 
Soot växte upp i USA, kom vid 17 års ålder till Norge, studerade i Knud Bergsliens skola i Kristiania och därefter kortare tider i Berlin för Karl Gussow och i Paris för Léon Bonnat. Han anslöt sig på 1880-talet till den då unga realistiska konsten och väckte uppmärksamhet med Käring med tunnbröd (1885) och ännu mera med Ett besök (en förnäm bondkvinna tar emot gäster i dörren till sitt hem, 1890). År 1889 utförde han ett dubbelporträtt av Jonas Lie med fru. Till stark och djup koloristisk hållning strävade han i Barnamörderskan (1895). Från 1897 förskriver sig dubbelporträttet av Bjørnstjerne Bjørnson med fru på sin balkong på Aulestad (liksom de tre föregående i Nasjonalgalleriet). Bland hans senare arbeten är Paviljongen (1903).